# Lorenzer Fenstersturz
Als Lorenzer Fenstersturz bezeichnet man die gewaltsamen Ereignisse, die am 8. Mai 1921 in Sankt Lorenzen im Mürztal stattfanden. Bei tumultartigen Auseinandersetzungen während einer politischen Versammlung wurden mehrere prominente christlichsoziale Politiker – unter ihnen Landeshauptmann Anton Rintelen – aus einem Fenster geworfen und mit dem Tode bedroht.

## Ablauf
Am Sonntag, dem 8. Mai, fand im Gasthaus Pesl, einem örtlichen Gasthaus, eine Versammlung christlichsozialer Bauernvertreter statt. Bald drangen jedoch sozialdemokratisch bzw. kommunistisch gesinnte Arbeiter in den Saal ein und bezeichneten Landeshauptmann Rintelen als „Arbeitermörder“. Dabei bezog man sich auf Ereignisse in Graz etwa vier Wochen zuvor, bei denen die Polizei auf plündernde Arbeiterfrauen geschossen hatte. Es kam zu tätlichen Angriffen auf die anwesenden Politiker, bis schließlich Rintelen, Landesrat Franz Prisching und der Abgeordnete Josef Pichler aus etwa 2,30 Meter Höhe aus einem Fenster des Saales geworfen wurden. 
Die Ehrengäste flüchteten auf der Landstraße Richtung Westen und wurden von den nacheilenden Angreifern mehrfach bedroht. Schließlich wurde versucht, den Landeshauptmann im Teich des nahe gelegenen Schlosses Nechelheim zu ertränken, was jedoch von einem Passanten, dem ortsansässigen evangelischen Senior Karl Eckhardt, verhindert werden konnte. Josef Pichler hatte inzwischen die Gendarmerie im nahe gelegenen Sankt Marein im Mürztal alarmiert, die kurz darauf in Schloss Nechelheim eintraf. Begleitet von Vertrauensmännern der Arbeiter kehrten Landeshauptmann Rintelen und Landesrat Prisching nach Sankt Lorenzen zurück, von wo aus sie kurz darauf abreisten.

## Folgen
An den darauffolgenden Tagen wurden mehrere der Beteiligten verhaftet. Sie wurden allerdings bald wieder freigelassen, da die Wehrverbände der Kapfenberger und Brucker Arbeiter alle Verkehrsverbindungen und Pässe sperrten, sodass die Verhafteten nicht nach Graz bzw. Leoben gebracht werden konnten. Mehrere Beteiligte mussten sich schließlich vor Gericht verantworten, gegen fünf Männer wurden Freiheitsstrafen von bis zu zwei Monaten verhängt.
Das politische Klima in der Obersteiermark verschärfte sich in den Folgejahren weiter; am 18. August 1929 kam es – wieder in Sankt Lorenzen im Mürztal – zu einem Feuergefecht zwischen Angehörigen von Steirischem Heimatschutz und Republikanischem Schutzbund, bei dem drei Menschen (Karl Hauer, Franz Hübl, Johann Schifkovits) zu Tode kamen.